# София де Бар
София де Бар (фр. Sophie de Bar, 1018, Лотарингия, метрополия Франции — 21 января 1093) — графиня Бара с 1033, старшая дочь Фридриха II, герцога Верхней Лотарингии, и Матильды, дочери Германа II, герцога Швабии.

## Биография
Дата рождения Софии неизвестна, предположительно она родилась около 1018 года. В 1026 году её отец скончался, а в мае 1033 года умер и её бездетный брат Фридрих III. Двух его сестер, Софию и Беатрис взяла под опеку их тетка Гизела Швабская. София унаследовала графство Бар, а Верхняя Лотарингия была передана мужем Гизелы, императором Конрадом II, герцогу Нижней Лотарингии Гозело (Гоцело) I. Таким образом, Лотарингия была вновь объединена в единое герцогство, а Бар выделился в отдельное графство. Беатрис вышла замуж за Бонифация III, маркграфа Тосканы и сеньора Каноссы.
Из наследства брата София получила аббатство Сен-Мийель и зависимые от него замки Бар-лё-Дюк, Аманс и Муссон и южную часть исконных земель её рода. Её территории оказались под угрозой захвата графом Блуа Эдом II, оспаривавшим правопреемство императора Конрада II на Бургундское королевство, которое тот получил в 1032 году.  В результате герцог Гозело, его старший сын граф Вердена Готфрид, граф Меца Герхард IV и граф Намюра Альберт II, которых поддерживали епископ Льежа и архиепископ Меца, 15 ноября 1037 года в битве около Бар-ле-Дюк разбили армию Эда II де Блуа, а сам он погиб.
София де Бар вступила во владение своими землями, когда в 1038 году вышла замуж за Людовика де Скарпона, графа Монбельяра. Император Конрад, чтобы укрепить свою власть над Верденским домом (ветви династии Вигерихидов), в противовес его главе  Гозело I, способствовал браку Софии и Людовика. Около 1073 года муж Софии скончался, и Монбельяр перешел к их старшему сыну Тьерри. В 1076 году Поппон, епископ Туля, предоставил льготы монастырю Лайтр-су-Аманс, который был основан графиней Софией и находился в зависимости от замка Аманс. София умерла 21 января 1093 года, следующим графом Бара стал Тьерри.

## Брак и дети
Муж: с 1038 года Людовик де Скарпон (ок. 1010—ок. 1067), граф Монбельяра, Феррета и Альткирха с 1042, граф Бара и сеньор Муссона (по праву жены) с 1038. Дети:
- Тьерри I (ок. 1045/1050 —1105), граф Монбельяра, Феррета и Альткирха с ок. 1073, граф Бара и сеньор Муссона с 1093
- Бруно (умер в детстве)
- Людовик (упом. в 1080)
- Фридрих (умер 29 июня 1091/1092), граф Хагенау и Лютцельбурга, маркграф Сузы с 1079/1080
- София (ок. 1018—21 января 1093); муж[6] — Фольмар I (упом. в 1075/1076), граф Фробург
- Беатрис (умерла 26 октября 1092); муж — Бертольд фон Церинген (умер 6 ноября 1078), герцог Каринтии из династии Церингенов с 1061 по 1076
- Матильда (умерла 1092/1105); муж — Гуго VIII (убит 5 ноября 1089), граф Дагсбург